# Vauville (Calvados)
Vauville é uma comuna francesa na região administrativa da Normandia, no departamento Calvados. Estende-se por uma área de 5,18 km². Em 2010 a comuna tinha 201 habitantes (densidade: 38,8 hab./km²).